# 미스 월드 1957
미스 월드 1957은 1957년 10월 14일 영국 런던에서 열린 미스 월드 대회이다. 23명의 참가자가 왕관을 놓고 경쟁했다.

### 최종 결과
| 순위           | 참가자                               |
| -------------- | ------------------------------------ |
| 미스 월드 1957 | - 핀란드 – 마리타 린달               |
| 2위            | - 덴마크 – 릴리안 줄 마드센          |
| 3위            | - 남아프리카 공화국 – 아델 준 크루거 |
| 4위            | - 튀니지 – 재클린 타피아             |
| 5위            | - 일본 – 요리후지 무네코             |
| 6위            | - 프랑스 – 클로드 이네스 나바로      |
| 7위            | - 이스라엘 – 클로드 이네스 나바로    |